# Чайна
Чайна (англ. china cymbal) — ударный инструмент, вид тарелок.
Под названием china также изготавливаются тарелки свиш и пэнг, отличающиеся формой купола и изгибом тела.
Тарелка издает громкий, резкий, немного грязный звук, который используется для создания особенно мощных акцентов, стаккато. Однако тарелка может использоваться и для райд-партии.
Размер от 14 до 22 дюймов, меньшие тарелки называются сплэш-чайна.
Отличием этих тарелок являются купол цилиндрической или усечённо-конической (то есть в сечении прямоугольной или трапециевидной) формы. Край тарелки вывернут вверх, то есть против основного направления изгиба тела.
Эти тарелки используются как в составе ударной установки, так и в качестве парных тарелок.
При установке на стойку тарелки подвешиваются как куполом вниз, так и вверх, в зависимости от желаемого звука: расположение куполом вниз дает более широкий тембр звука.
Также характерно расположение тарелок чайна под бо́льшим углом, чем остальные — в некоторых случаях, практически вертикально. Это делается для того, чтобы сократить сустейн (длину ноты после удара), так как тарелка в вертикальном положении собственным весом «тормозит» качение.